# ヘリオスタット

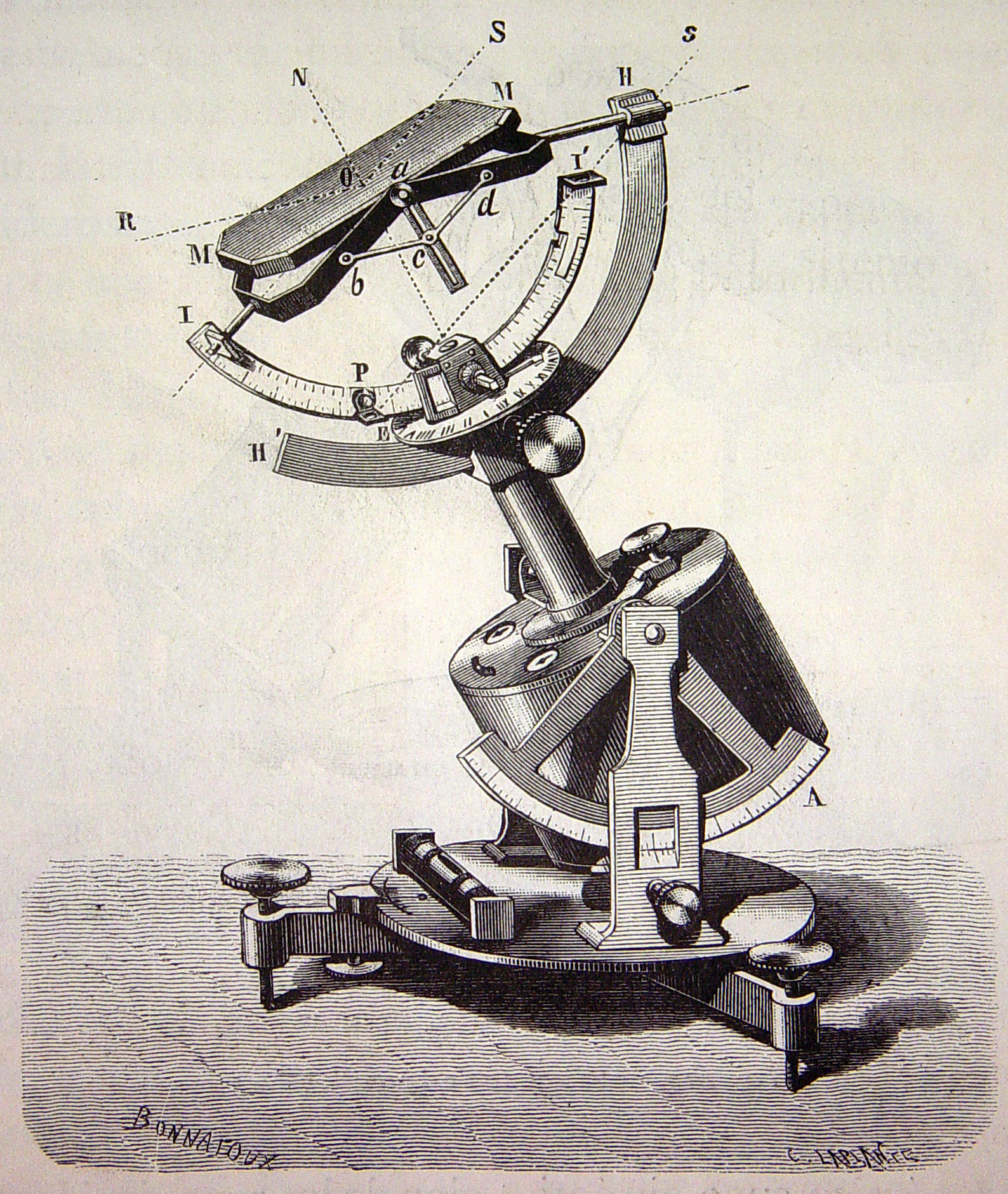
シルベルマンのヘリオスタット

ヘリオスタット（英: Heliostat）とは、1枚の平面鏡で太陽からの光を地上にある特定の方向に反射する装置である。太陽の観測においては、1枚の反射鏡で反射した太陽光を、観測装置等のある特定の方向に導くときに使用されている。また、多数の平面鏡で反射した太陽光を特定の位置に集めるようにしたものが、太陽熱発電施設で使用されている。

## 歴史

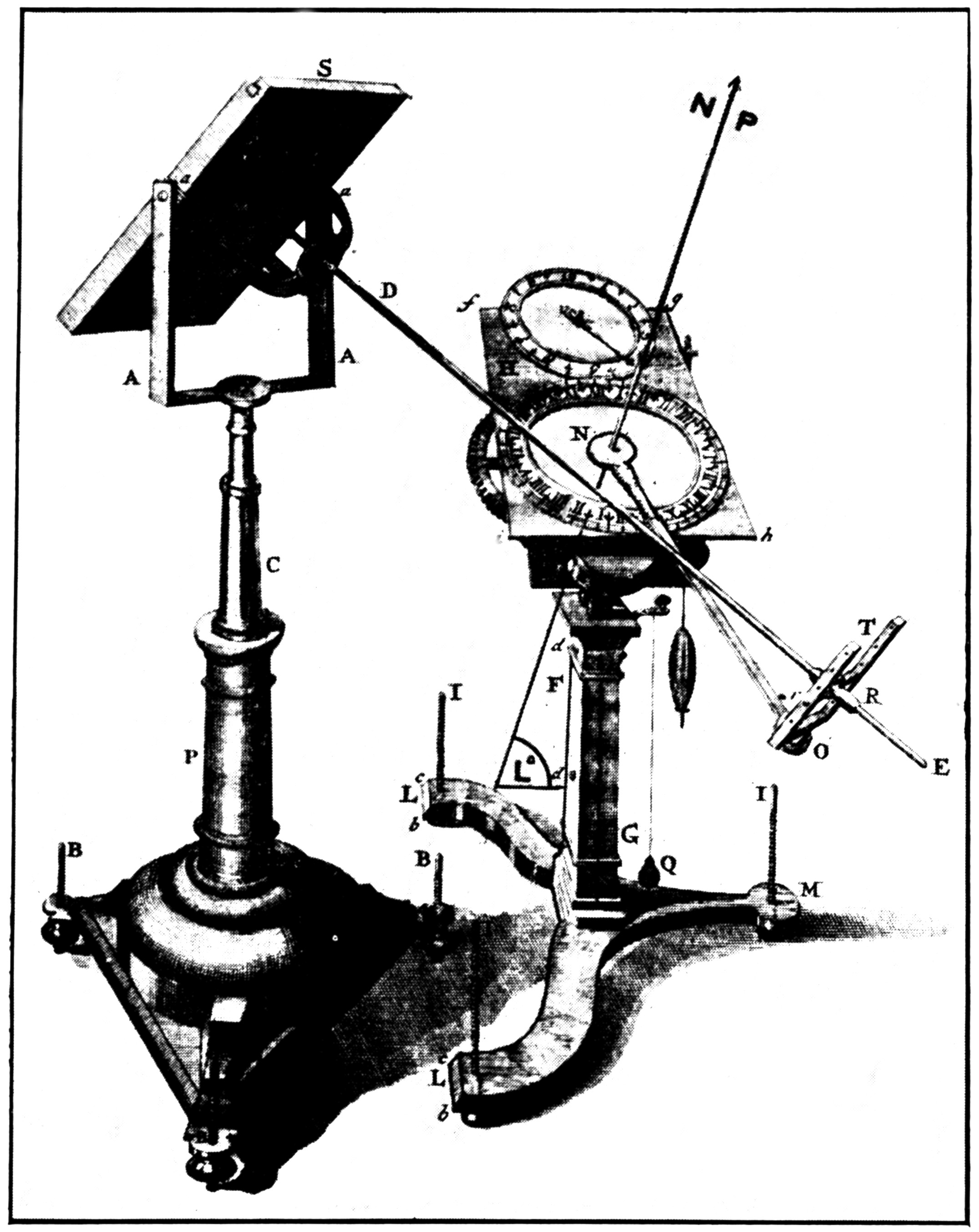
ス・グラーフェサンデのヘリオスタット

ヘリオスタットにつながる発想の元は、17世紀には存在しており、ロバート・フックなどがそれを考えていたとされる。ジョヴァンニ・ボレリは、アカデミア・デル・チメントで行われた光速の測定実験に触発され、1枚の鏡で光を反射させる装置における配置を分析した。これが、ヘリオスタットの設計の基礎となる原理の最初の考察であるともされるが、ボレリはそれを出版していないため、その後のヘリオスタットに与えた影響はみられない。
実用的なヘリオスタットを最初に発明し、それを公にしたのは、ライデン大学教授のウィレム・ス・グラーフェサンデで、ベストセラーとなった著書『実験によって確かめられた自然学の基礎 (Physices elementa mathematica experimentis confirmata)』の1742年刊行の第3版にその記述がある。ス・グラーフェサンデは、自身が講義で教授する光学の理論を実験によって明示するために、ヘリオスタットを作り上げた。ス・グラーフェサンデのヘリオスタットは、著書を介して図解や理論は多くの物理学者に伝わったが、実際に作られたものは多くはなかった。駆動部である時計仕掛けと、鏡部を別々に仕立てて、継手で連動させるというス・グラーフェサンデのヘリオスタットは、調整が容易ではなかったので、その後様々な改良が試みられた。
ジャック・シャルルは、時計仕掛けと鏡を一体化させて調整作業を合理化し、エティエンヌ・ルイ・マリュスが更にそれを改良した。パリの発明家アンリ・ガンベイは大幅な小型化を実現したが、最も成功したのは、フランスの物理学者ジャン・ティエボー・シルベルマンが設計したヘリオスタットで、小型な上に単純で、高価でもないことから欧米に広く普及した。更に、装置としてのヘリオスタットを発展させたのが、フランスの物理学者レオン・フーコーで、堅牢で物理的に無理がなく、鏡も大きく、調整が容易なものを開発した。その後も、アイルランドの物理学者ジョージ・ジョンストン・ストーニーや、ドイツの技術者ルドルフ・フースが、小型簡便なヘリオスタットの高性能化を行い、ある程度普及した。
ヘリオスタットは、19世紀に入る頃から多く作られるようになり、電灯の実用化によって、明るい人工的な光源が容易に利用できるようになる1880年代まで、安定した明るい光を必要とする実験や機械、教材に、よく利用されていた。電灯が普及した後も、ヘリオスタットがすぐに廃れたわけではなく、19世紀後半に建設された多くの実験室や教室で、窓の外にヘリオスタットが設置されていた。

### 歴史的なヘリオスタットの例

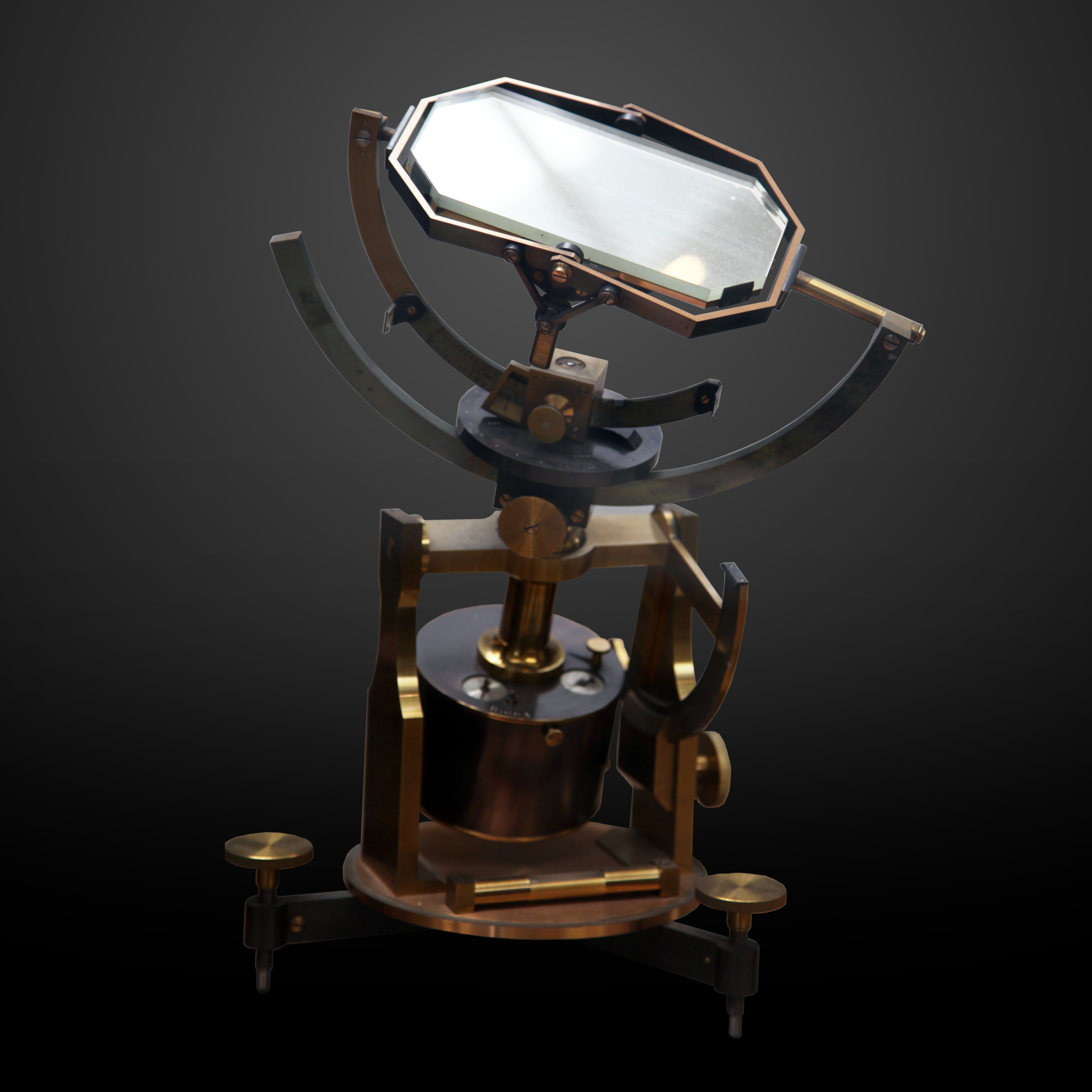
シルベルマンのヘリオスタット（フランス国立工芸院所蔵）
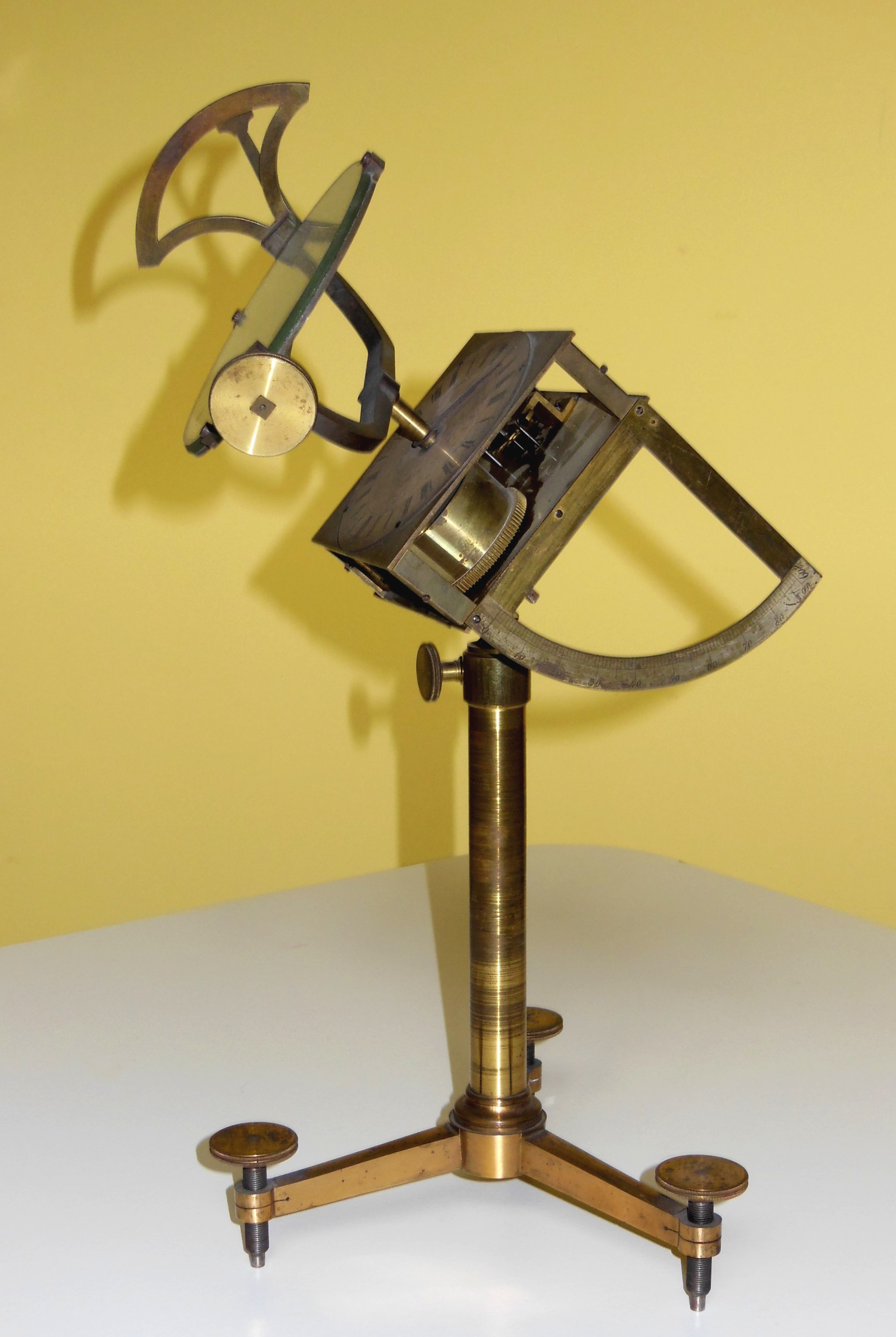
ウィーンの機械工エクリンク（英語版）のヘリオスタット
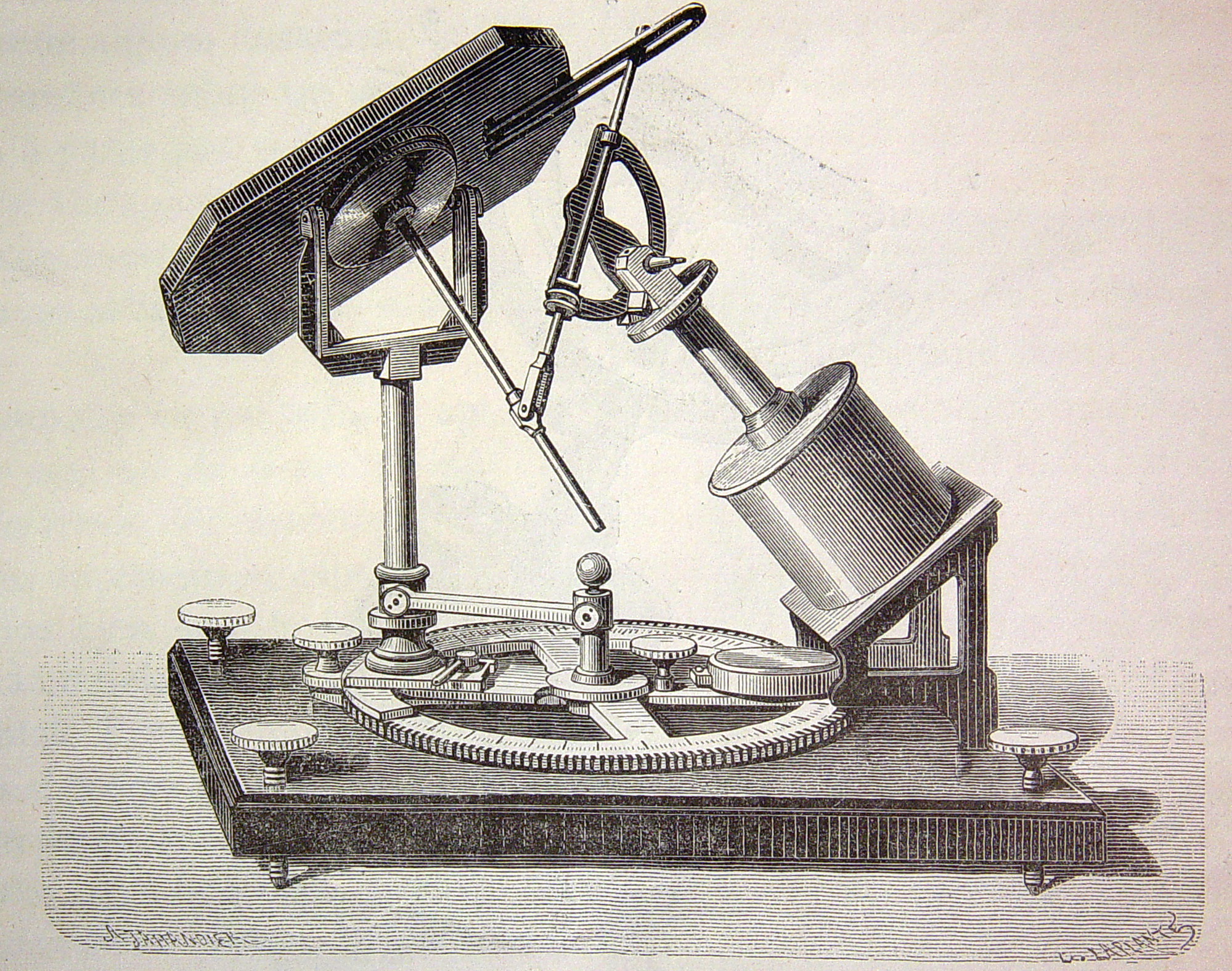
フーコーのヘリオスタット
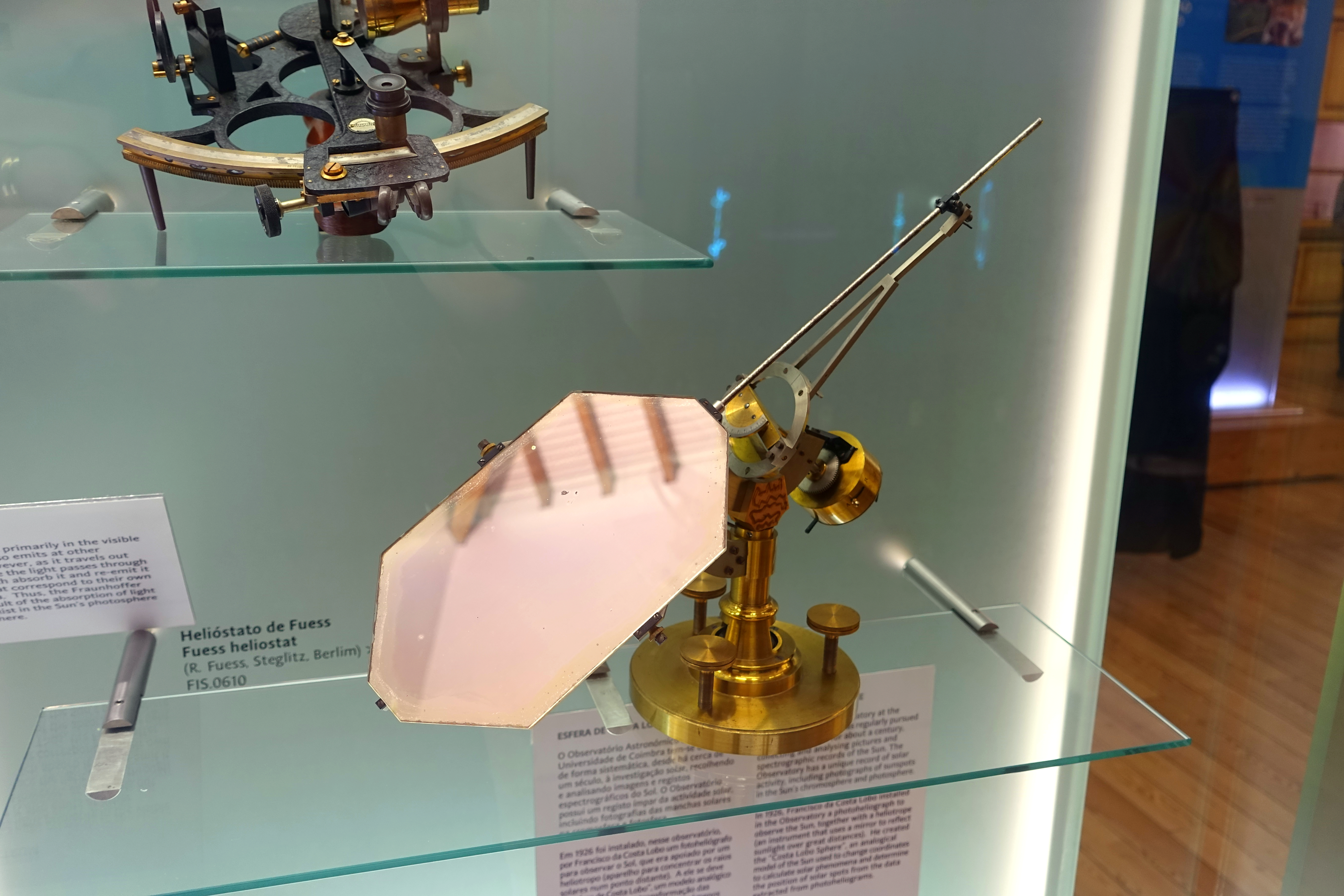
フースのヘリオスタット（コインブラ大学科学博物館所蔵）

## 名称
「ヘリオスタット」という言葉はギリシア語で太陽を意味する“ήλιος” (helios) と、静止や固定を意味する“στατός” (statos) とに由来する。この名称は、ヘリオスタットの発明者であるス・グラーフェサンデが考案したものである。同種の装置には、ヘリオスタットの他にシデロスタット或いはサイデロスタット、シーロスタット、ウラノスタットといった名称のものがあるが、いずれもヘリオスタットのうち特定の設計のものを指すとされる。

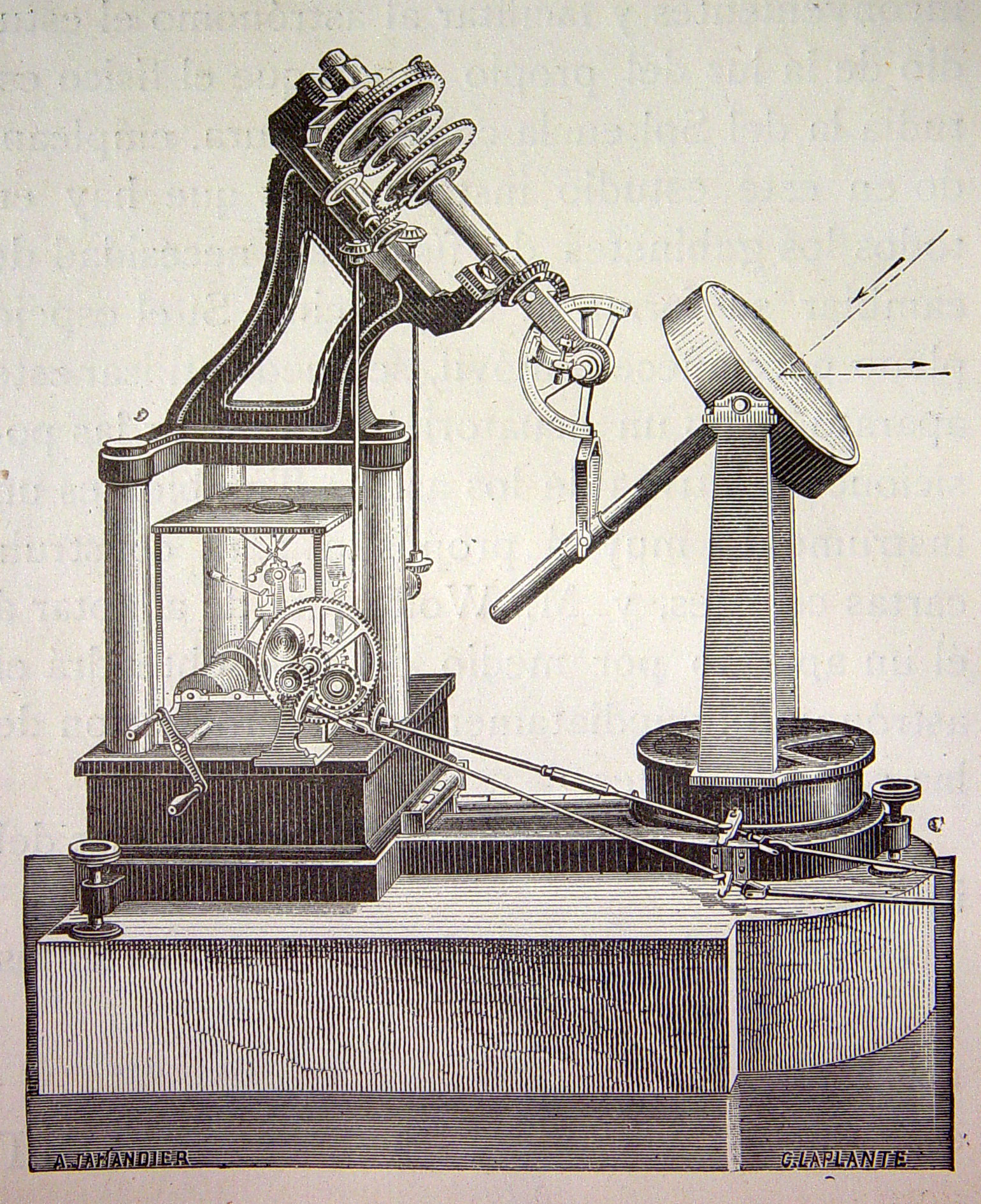
シデロスタット

シデロスタットは、19世紀中頃にフーコーが開発したものがそう呼ばれた。フーコーが残した論文中に、自身が設計したヘリオスタットの見取り図と、「シデロスタット」という名称の記述があったことが由来である。フーコーのシデロスタットの設計は、反射効率を最大化すると共に、堅牢さによって大型化への道を拓くもので、天文学の観測用途でも使用された。シデロスタットの「シデロ」は、ラテン語で「星」を意味する“sidus”に由来する。現在では、恒星時に合わせて回転するヘリオスタットをシデロスタットと呼ぶ場合もある。
シーロスタットは、ヘリオスタットの中で、平面鏡を含む平面と、地球の自転軸と平行な軸（極軸）及び鏡の回転軸が平行で、かつ回転軸が1太陽日に1/2回転するものを指す。この設計だと、ヘリオスタットでは一般に回転してしまう反射光の視野／像の向きが、回転しない。シーロスタットは、1895年にガブリエル・リップマンが発表したことが始まりで普及した。それ以前の1839年に、ドイツのエルンスト・ファーディナント・アウグストが設計していたが普及せず、リップマンのものはその再発明といわれる。シーロスタットの「シーロ」はラテン語で「空」を意味する“coelum”に由来する。
ウラノスタットは、ヘリオスタットのうち、平面鏡を直交する2本の軸で回転させる装置の一般的な呼び名とされる。ウラノスタットの「ウラノ」は、ギリシア語で「天」を意味する“οὐρανός” (ouranos) に由来する。
ヘリオスタットという名称に対しては、批判もある。ヘリオスタット一般は、時間とともに視野が回転するので、厳密には静止／固定していない。その点、恒星は点光源で、光軸上にあれば動かないとみなせるので、シデロスタットの方が呼び方として適切だ、とするものである。しかし、発明者であるス・グラーフェサンデが、ヘリオスタットという名称を採用していたこと、また、この装置は発明後長年にわたり、最も優れた光源である太陽光を利用するために専ら使われてきた、という歴史的経緯により、装置の総称としてヘリオスタットが定着している。

## 仕組み

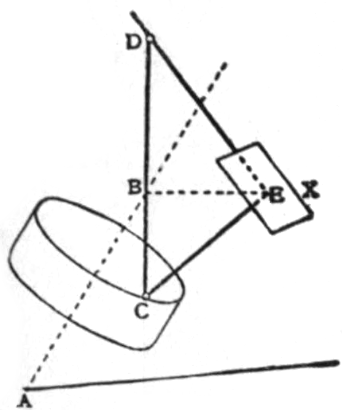
ブリタニカ百科事典第11版におけるヘリオスタットの項の図1。

ヘリオスタットの原理は全て、鏡の反射において入射角と反射角が等しいという反射の法則に基いている。反射の法則を読み換えると、平面鏡に反射される光の進路は、入射光の進路と鏡の法線とが作る平面に含まれ、入射光の進路と反射光の進路がなす角は、鏡の法線によって二等分される。この原理を応用し、光源（太陽）の向きと、光を反射させたい方向がなす角を、鏡の法線が常に二等分するように鏡を配置すれば、反射光の進路を一定に保つことができる。これが、ヘリオスタットの基本原理である。
具体的な機構としては、ブリタニカ百科事典第11版の「ヘリオスタット」の項にある挿絵の図1、棹DBCと棹DEで支持する平面鏡Xを、直線ABを軸に回転させる、という構成の場合を例にとれば、
- ABを極軸に合わせる
- 直線DBCを入射光（太陽）の向きと等しくなるよう角度を調節する
- ABCが作る平面の向きを光源（太陽）の赤経に合わせる
- 軸ABを24時間で1回転する速さで回転させる

以上によって、光源（太陽）を追尾することができる。そして、直線CEが鏡Xの反射面の法線となり、且つ、線分BEの長さが線分BCの長さと等しくなるように、棹DBCと棹DEを調節すると、光の反射方向はBEと平行となり、この向きは時間が経っても変化しなくなる。
原理さえ満たせばヘリオスタットは作れるので、その設計には無数の変形が考えられる。しかし、実際に装置として製作されるものは、特に科学的な観測や実験用途では、最も簡潔な極軸ヘリオスタットか、視野が回転しないシーロスタットが選択されている。

### 極軸ヘリオスタット
極軸ヘリオスタットは、平面鏡による光の反射方向を、極軸方向に固定する機構である。極軸ヘリオスタットの利点は、設計を簡略化しやすい点にある。極軸（回転軸）と平面鏡、そして平面鏡の角度調節機構を備えていれば、極軸ヘリオスタットは実現できる。また、ヘリオスタット一般では、視野の回転速度は一定ではないが、極軸ヘリオスタットの場合は1時間に15度で一定しているので、反射後の像の補正が比較的容易である。

### シーロスタット

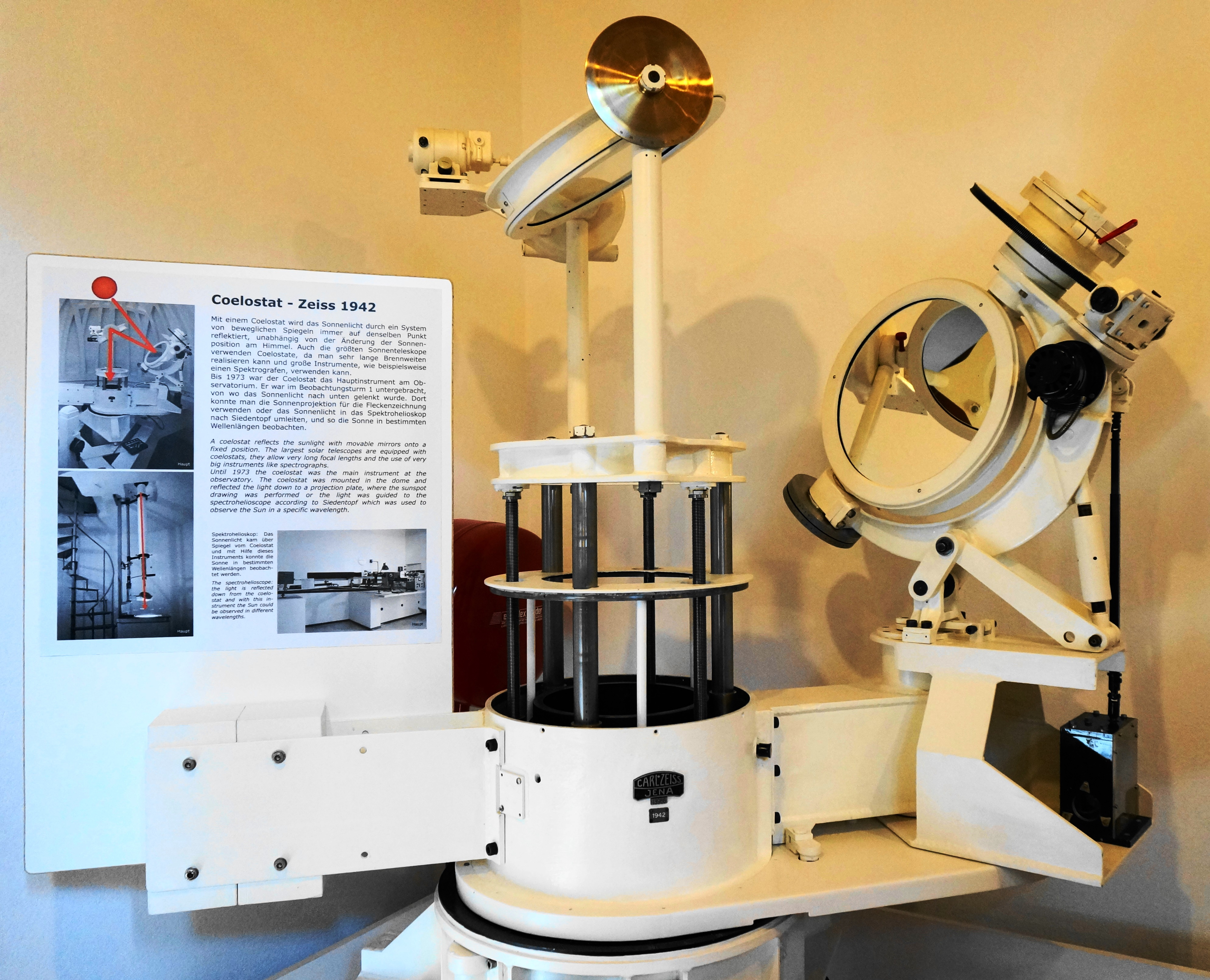
二枚鏡シーロスタット

シーロスタットは、反射面が極軸と平行になっている平面鏡を、極軸の周りに日周運動の半分の角速度で回転（48時間で1回転）させる種類のヘリオスタットで、この仕組みにすると像が回転することがなくなる。一方で、平面鏡の赤緯方向の角度は変えることができないので、一枚鏡の装置の場合、反射光の受光部分の位置や向きが調節できる必要がある。そこで、一般的なシーロスタットは、極軸に平行な一次平面鏡と、一次平面鏡が反射した光を使用者に都合が良い方向へ誘導する二次平面鏡、二枚の平面鏡を組み合わせて使用する。今日では、二枚鏡のヘリオスタットのことがシーロスタットと呼ばれることもしばしばである。

### その他
太陽エネルギー利用の方面では、別の設計のヘリオスタットも選択肢となる。高度と方位の二軸で制御する経緯儀では、太陽を追尾するには非線形の駆動が求められるが、工学的には最も単純化した設計が可能となる。計算機の発達によって、経緯儀による追尾は十分実用的になっているので、他の方式と利点、欠点を比較した上で選択することになる。また、経緯儀よりも追尾ずれの小さい方式として、回転軸の一つを反射光の目標物の方向にとる設計も採用されることがある。

## 用途
ヘリオスタットは、太陽光が最良の光源であった時代には、顕微鏡や写真機、分光法、光の性質を調べる物理実験などの光源として活用されていた。特に重要な応用方法の一つが、固定望遠鏡への光の導入である。フーコーのシデロスタットでは、様々な天体の観測が想定されていたが、実際にはほぼ太陽観測にのみ用いられている。他に、現代的な応用方法として、建築における採光手段の一つ、或いは、多数のヘリオスタットで反射した太陽光を特定の位置に集めて、太陽炉や集光型太陽熱発電に利用する、といった用途がある。

### 太陽観測
現代天文学において、科学者が研究観測にヘリオスタットを使用するのは、ほぼ太陽観測の場合に限られる。太陽観測ではヘリオスタットが使われる理由としては、まず、鏡一枚分の光の減損も無視できない淡い目標とは異なり、太陽光の強度は非常に高いので、望遠鏡の前に一枚や二枚の鏡を設置しても支障がないことが挙げられる。また、焦点距離が長いことが有益な観測が多いこと、日中の観測になるため、熱せられた地表で生じる乱流により像が悪化するのを避けるためには、対物レンズを地表から離した方がよいことなどから、塔望遠鏡のような固定望遠鏡が有利となることも、理由の一つである。
研究用の太陽望遠鏡では、ほとんどの場合像の回転が起こらないシーロスタットが採用され、固定望遠鏡は光軸が垂直となる設計がなされているが、世界最大、口径203センチメートルの平面鏡を備えたキットピーク国立天文台のマクマス-ピアス太陽望遠鏡は、極軸ヘリオスタットを採用し、望遠鏡も極軸と平行な方向に固定されている。
また、シーロスタットは日食観測にも重要な役割を果たしてきた。日食に際して、皆既帯に恒久的な観測施設を建設するより、一時的な観測拠点を設けた方が合理的で、出張するにも望遠鏡よりシーロスタットの方が運搬が容易であるため、度々使用された。

#### 太陽観測装置の例

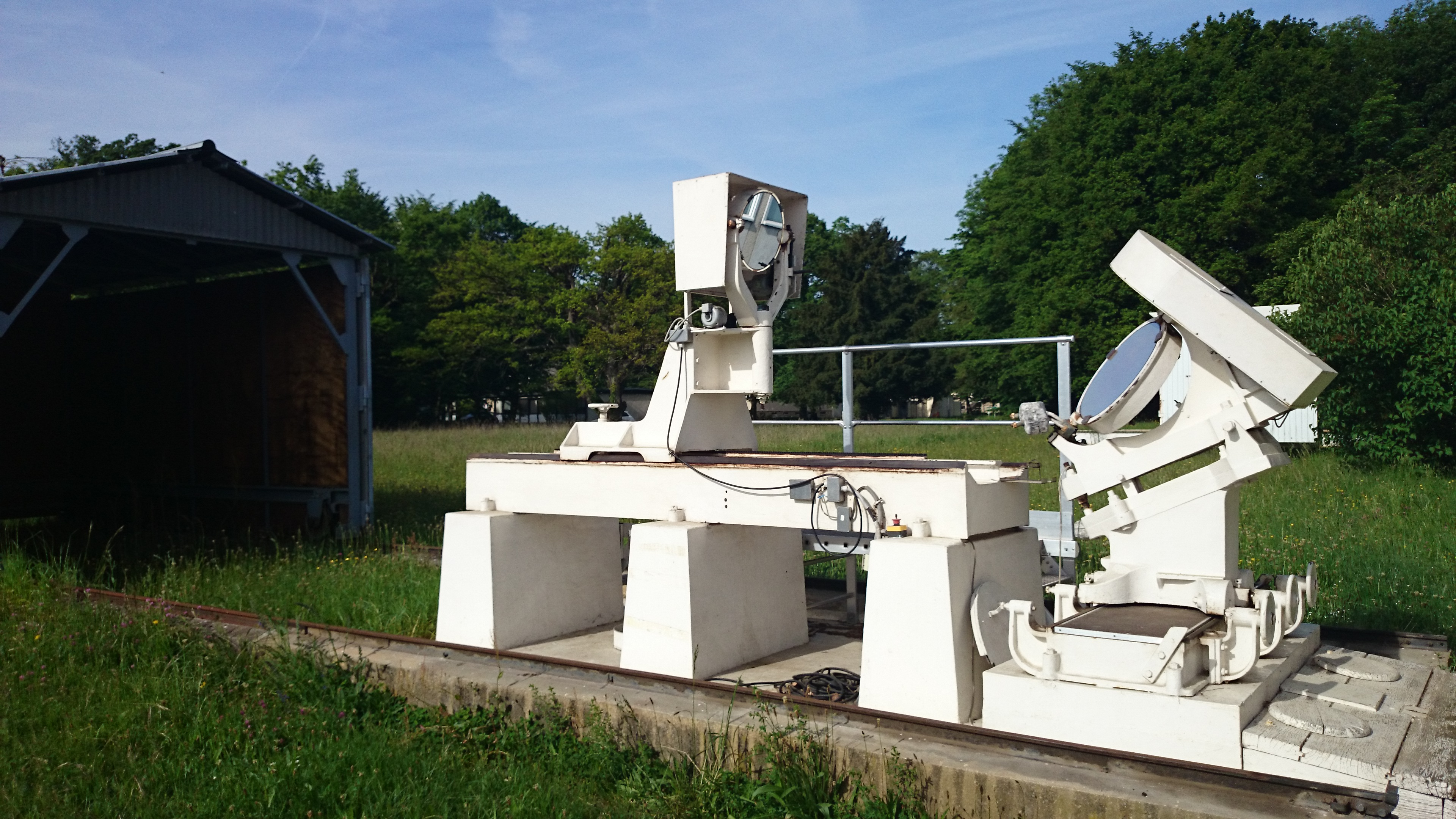
ムードン天文台のシーロスタット。右側が一次鏡で、中央の二次鏡が水平に光を反射し、スペクトロヘリオグラフへ導入する[26][27]。
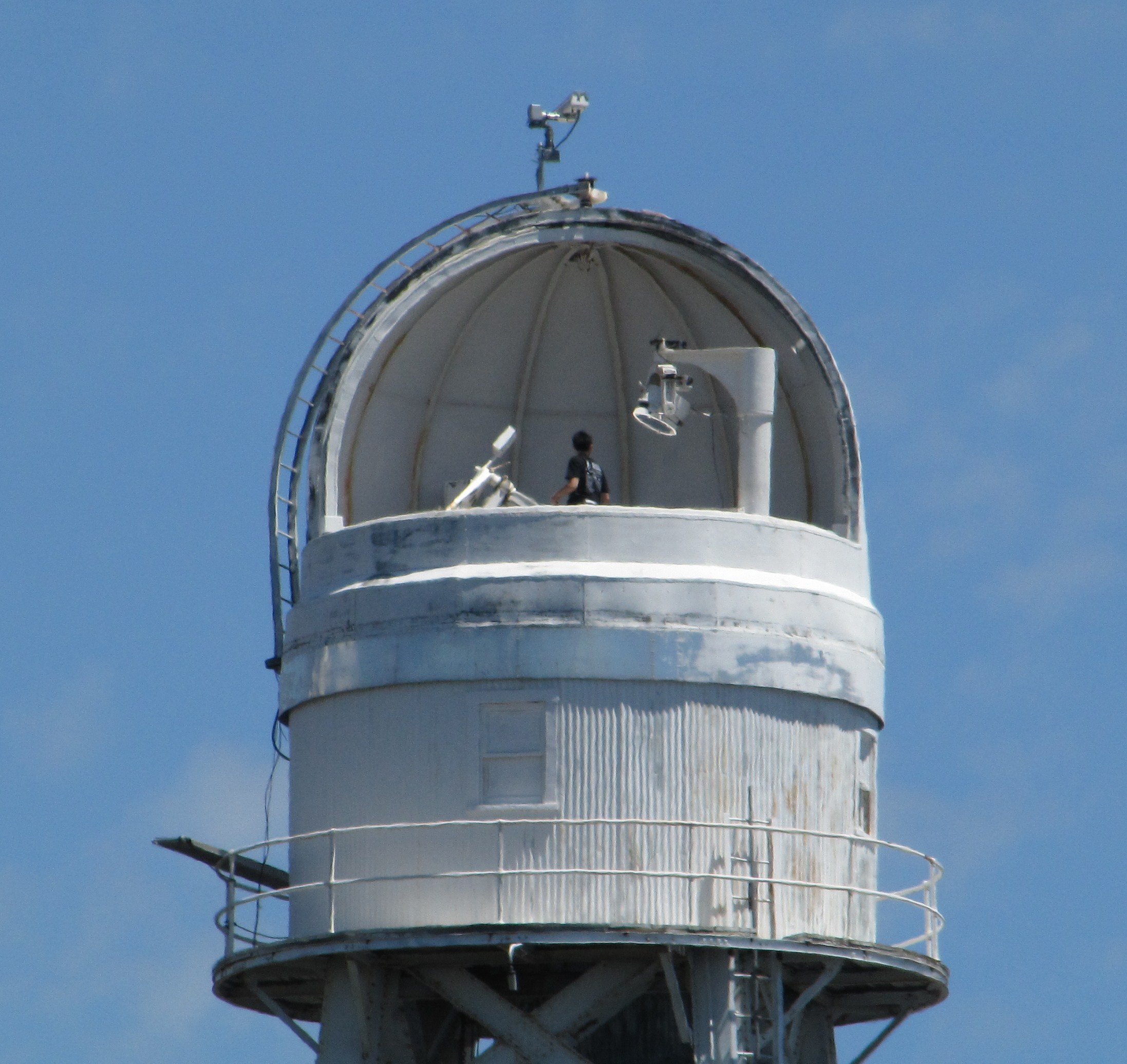
ウィルソン山天文台にある高さ45メートルの太陽塔望遠鏡。塔頂のドームにシーロスタットが設置されている[23]。
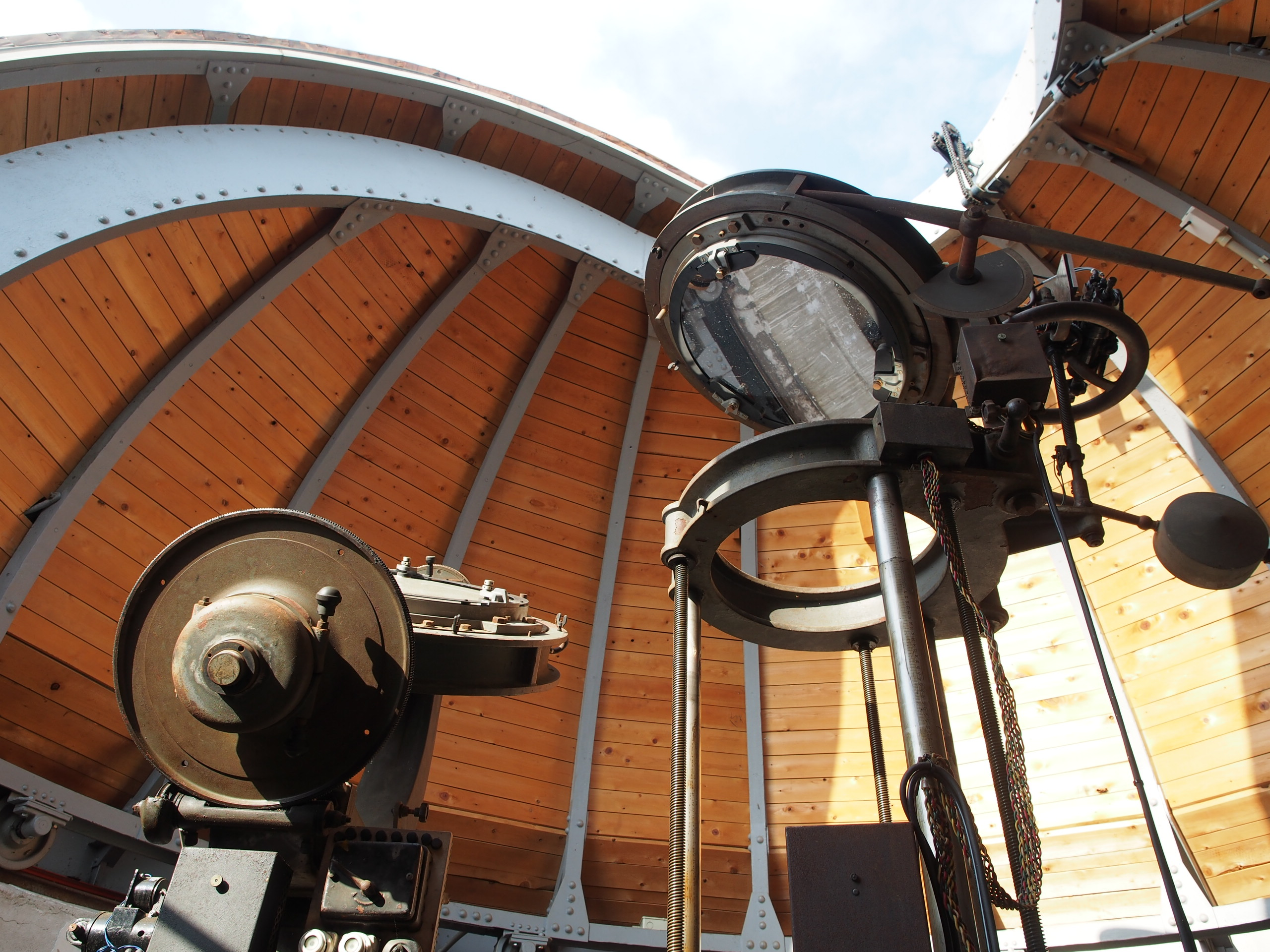
国立天文台三鷹キャンパスにある太陽塔望遠鏡のシーロスタット
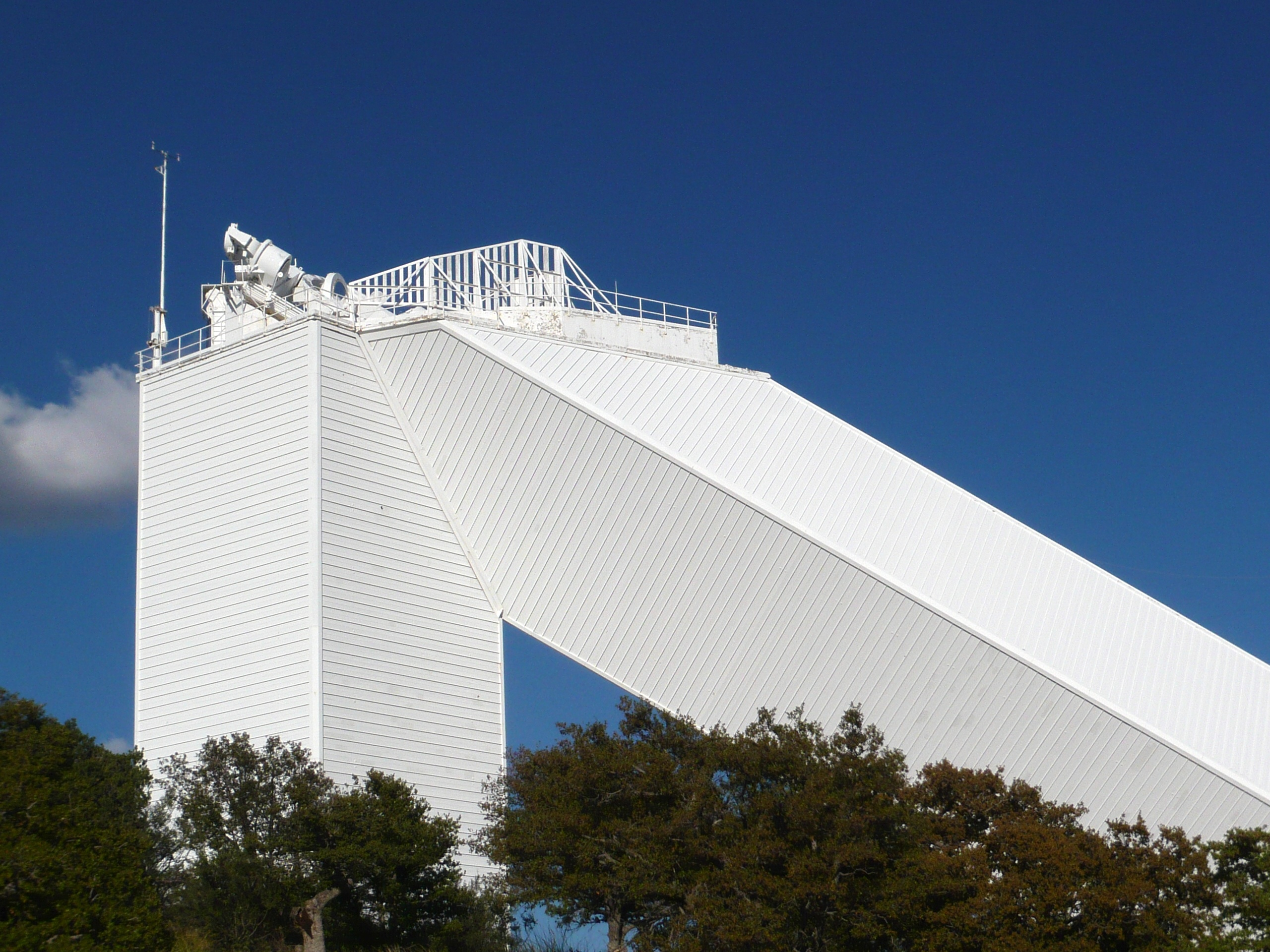
マクマス-ピアス太陽望遠鏡。最上部にヘリオスタットが設置されている[29]。
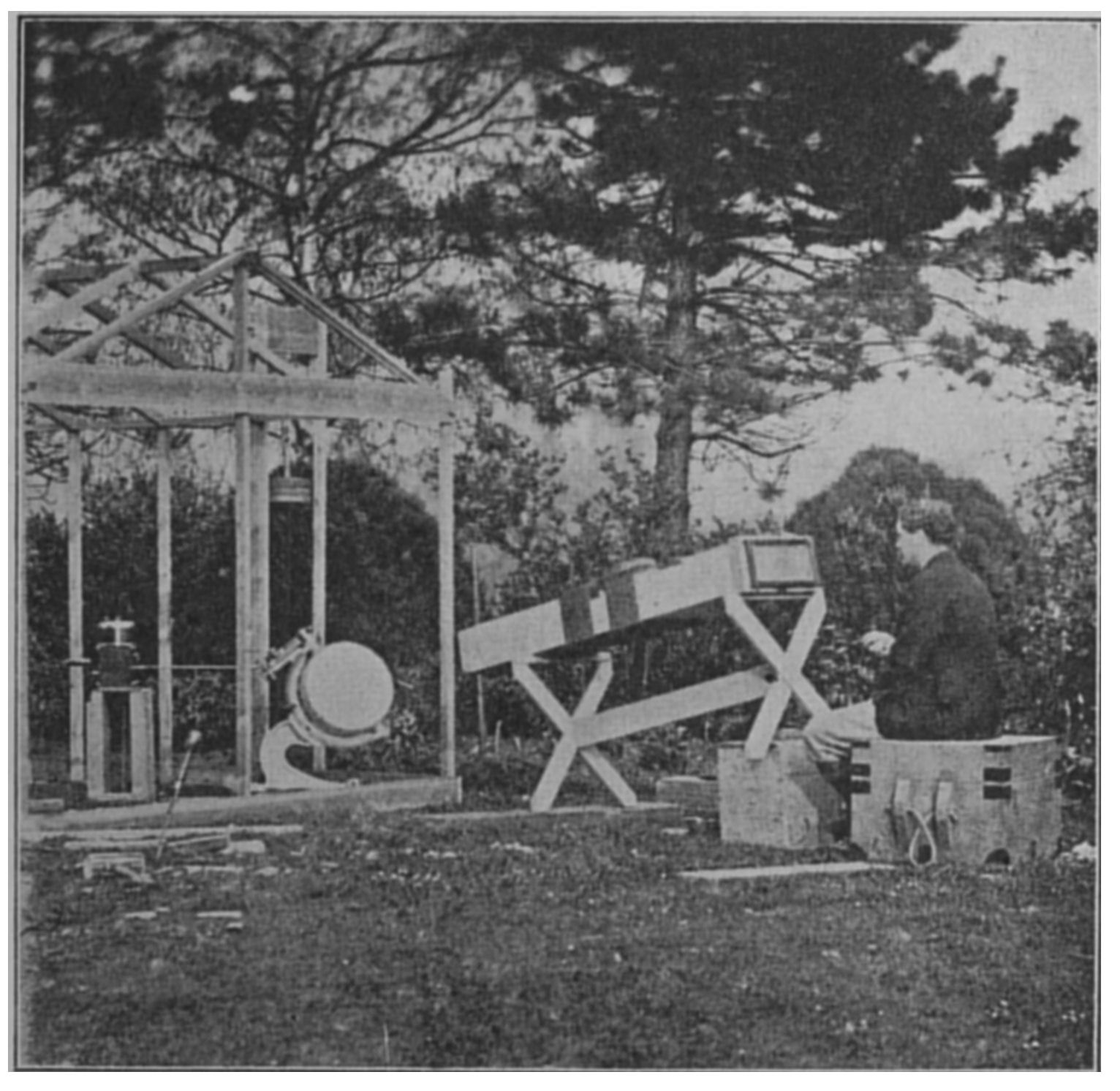
1896年8月9日の日食観測のために準備されるシーロスタット[30]。

### 採光

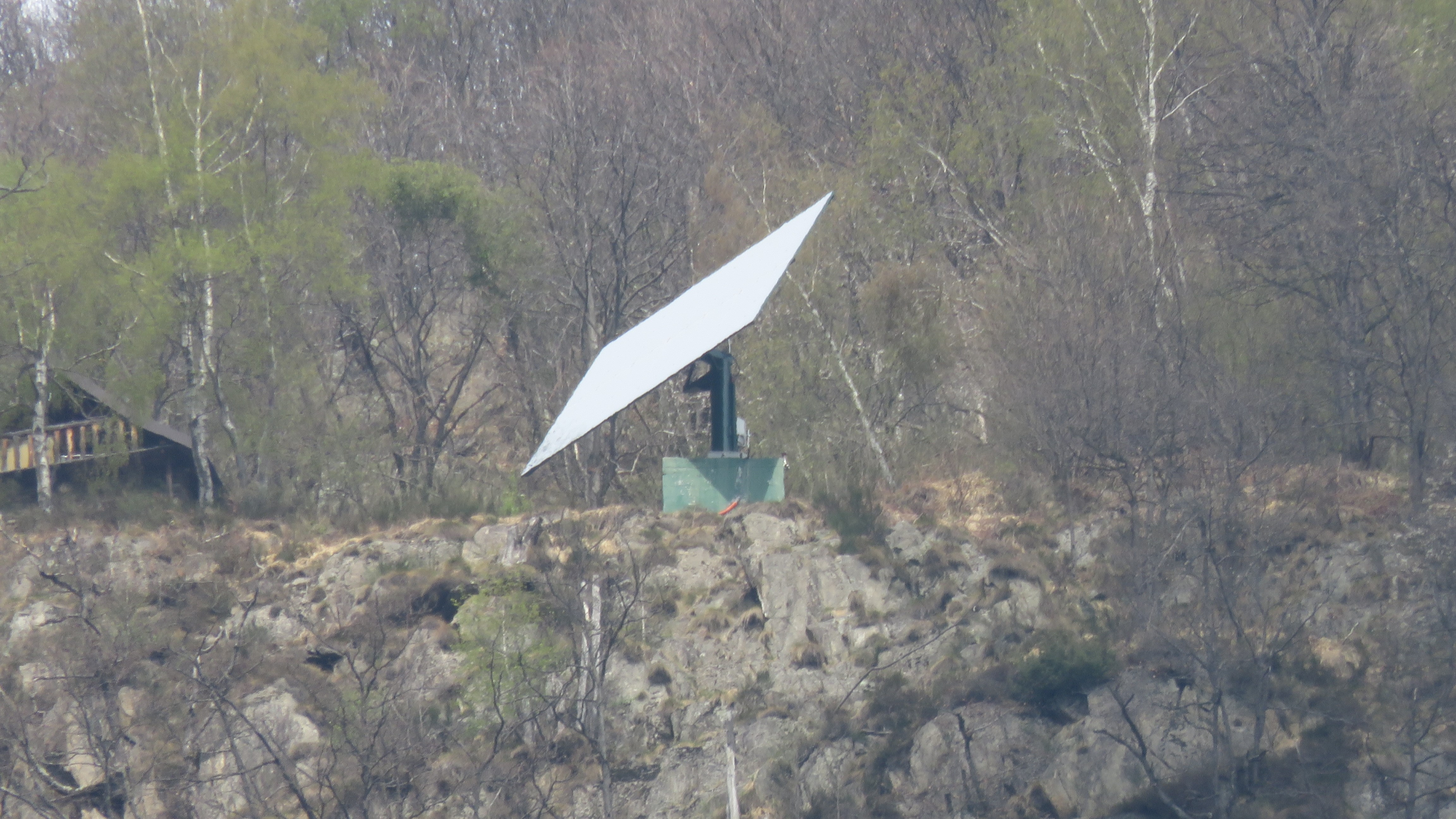
ヴィガネッラの鏡

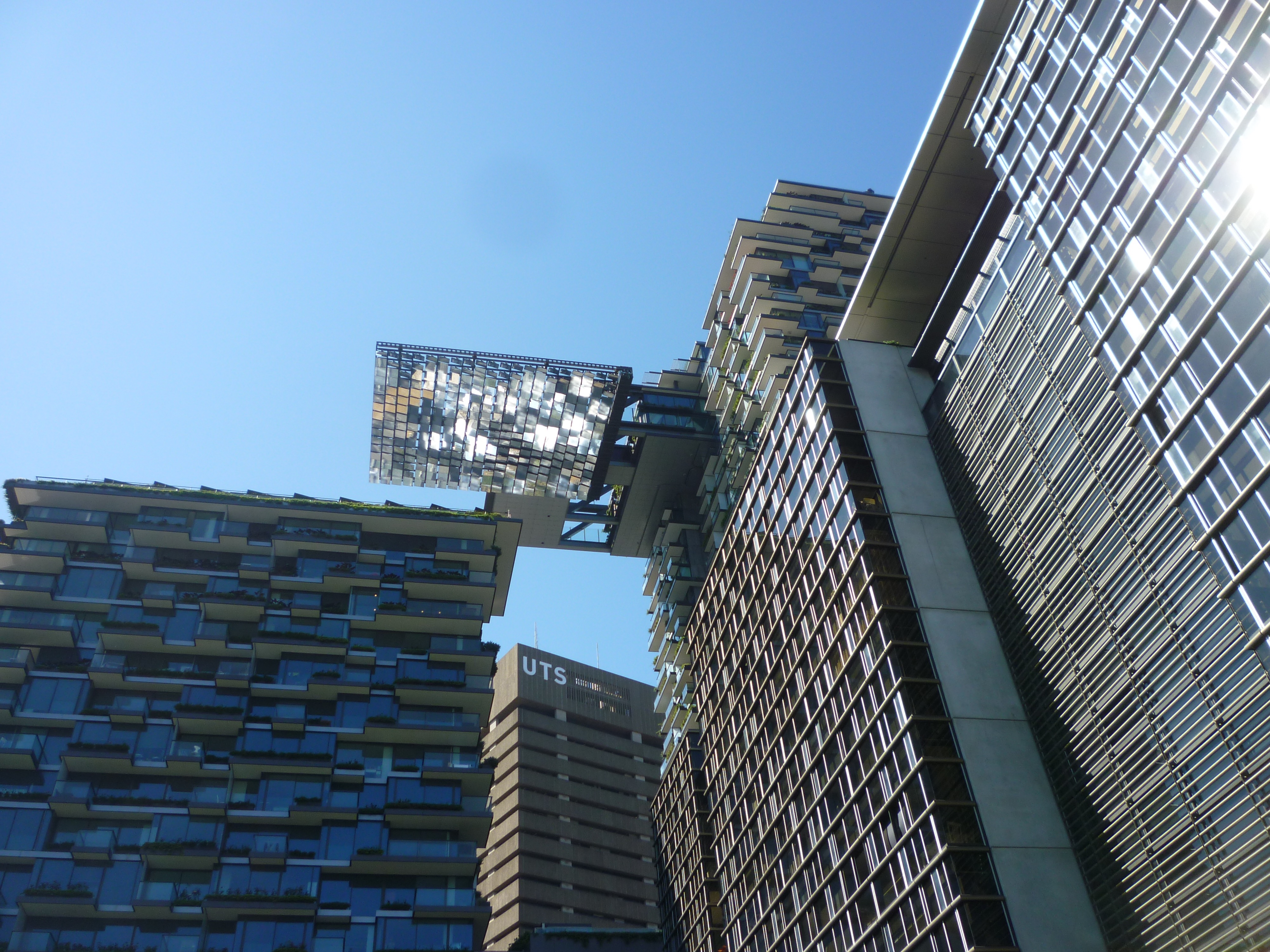
シドニーのワン・セントラル・パーク。左の低層棟の屋上にあるヘリオスタットが反射した光を、右の高層棟から張り出したカンチレバー下の鏡が反射して、下層へ光を照射する。

ヘリオスタットを採光へ利用することは、環境への負荷が小さい先進的な照明方法として着目されている。ヘリオスタットによる採光機構は、初期の設備投資が高額で、運用も単純ではなく、再分配をどのようにするかなど課題もあるが、競合する他の先進技術と比べて乗り越えなければならない障壁は低く、いくつかの商業建築物で既に活用されていたり、家庭用機器が販売されていたりする。
イタリアのヴィガネッラや、ノルウェーのリューカンでは、周囲の山に遮られて冬場に日照がなくなってしまう問題に、ヘリオスタットで太陽光を反射して地上を照らすことで対策している。建築物で有名な例としては、ヘリオスタットで建物内に太陽光を導入しているマサチューセッツ州ケンブリッジのジェンザイム・センターや、ヘリオスタットを利用して2棟のビル間の日影部分に日光を照射するシドニーのワン・セントラル・パークなどがある。

### 太陽炉

フランスのオデイヨにあるメガワット太陽炉。集光部の温度は摂氏3,500度になる。

太陽炉は、レンズや凹面鏡で太陽光を集中させて高温を得ようとする装置のことである。レンズで太陽光を集める太陽炉は、18世紀にフランスの化学者アントワーヌ・ラヴォアジエが実現させていたとされる。凹面鏡で太陽光を集める太陽炉は、20世紀前半につくられるようになり、凹面鏡と炉を固定して、ヘリオスタットで太陽光を送り込む太陽炉も1933年には製作されていた。20世紀後半になると、高温部分を大きくとれる大型炉の建設が進み、大型炉の殆どは、光軸を水平にして凹面鏡を固定し、ヘリオスタットで太陽光を凹面鏡に送り込む方式を採用している。高性能の太陽炉では、最高到達温度が4,000ケルビンに及ぶものもあり、高温物性の研究や高温材料の開発に利用されている
大型太陽炉の中でも最大級のものが、フランス国立科学研究センターのPROMES (PROcédés, Matériaux et Energie Solaire) 研究所がオデイヨに持つメガワット太陽炉で、63機のヘリオスタットで、1,830平方メートルに及ぶ放物面鏡に太陽光を送り、熱出力は1メガワットに到達、1メートル大の面を摂氏3,500度まで加熱できる。

### 太陽熱発電
集光型太陽熱発電 (Concentrating Solar Power, CSP) は、反射鏡で集光した太陽光を集熱器で熱へと変換し、一般的にはその熱で生成した蒸気を用いてタービンを回して発電する技術で、国際エネルギー機関が地球温暖化抑制に重要な技術の一つに挙げている。CSPには、用いる集光・集熱技術によって、主に四種類の方式があり、そのうち「タワー型」と呼ばれる方式で、ヘリオスタットが集光・集熱に利用されている。
タワー型CSPは、多数のヘリオスタットを用いて、通常は集光塔の上部に置かれる集熱器に太陽の動きを追尾しながら集光・集熱し、その熱で蒸気を生成して発電する。タワー型CSPは、太陽光を利用した他の発電方式と比較して高い発電効率が期待され、技術開発が進めば潜在的な競争力は高いとみられている。課題としてはまず、ヘリオスタットが設備費に占める割合が4割から5割と大きいため、それをいかに削減できるかが挙げられる。また、ヘリオスタットの配列と運用の最適化、更に大型施設では、ヘリオスタットから集光塔までの距離が伸びて効率が低下するので、ヘリオスタットの配置範囲の最適化も、検証が必要な要素となる。
タワー型CSPは、数は多くないが既に商用展開されている。過去の導入実績は、スペインとアメリカに集中している。世界初の商用化発電施設は、スペイン・アンダルシア州に立地するプランタ・ソラール10で、2007年から商業運転が行われている。アメリカでは、ネバダ州プリム近郊に面積3,500エーカー、総出力377メガワットという大型施設のアイヴァンパ太陽熱発電システムも稼働している。

### 注釈

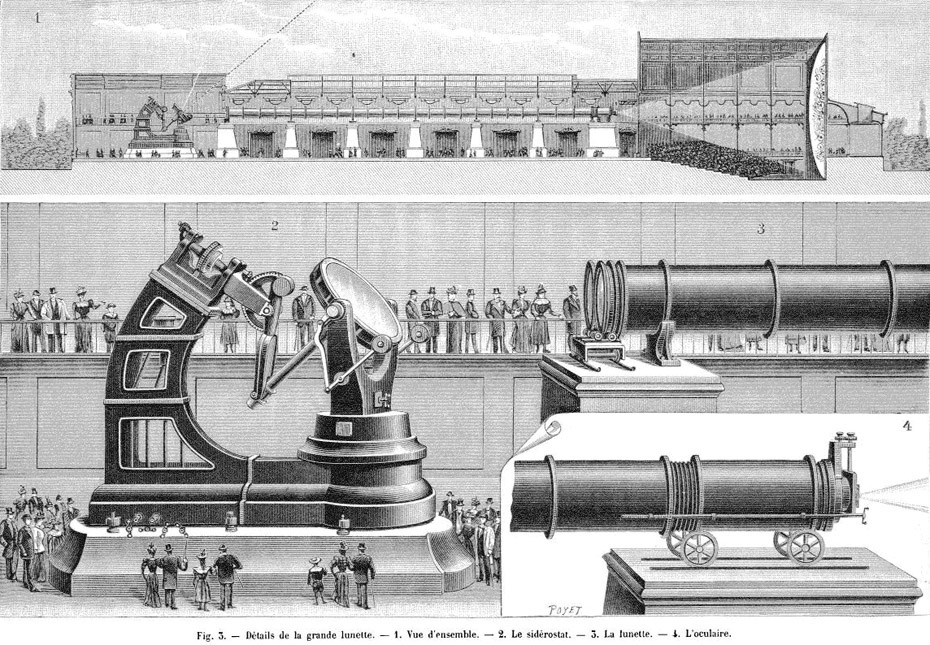
1900年の大望遠鏡の構成。“2”がフーコーのシデロスタット。

#### タワー型CSPの例

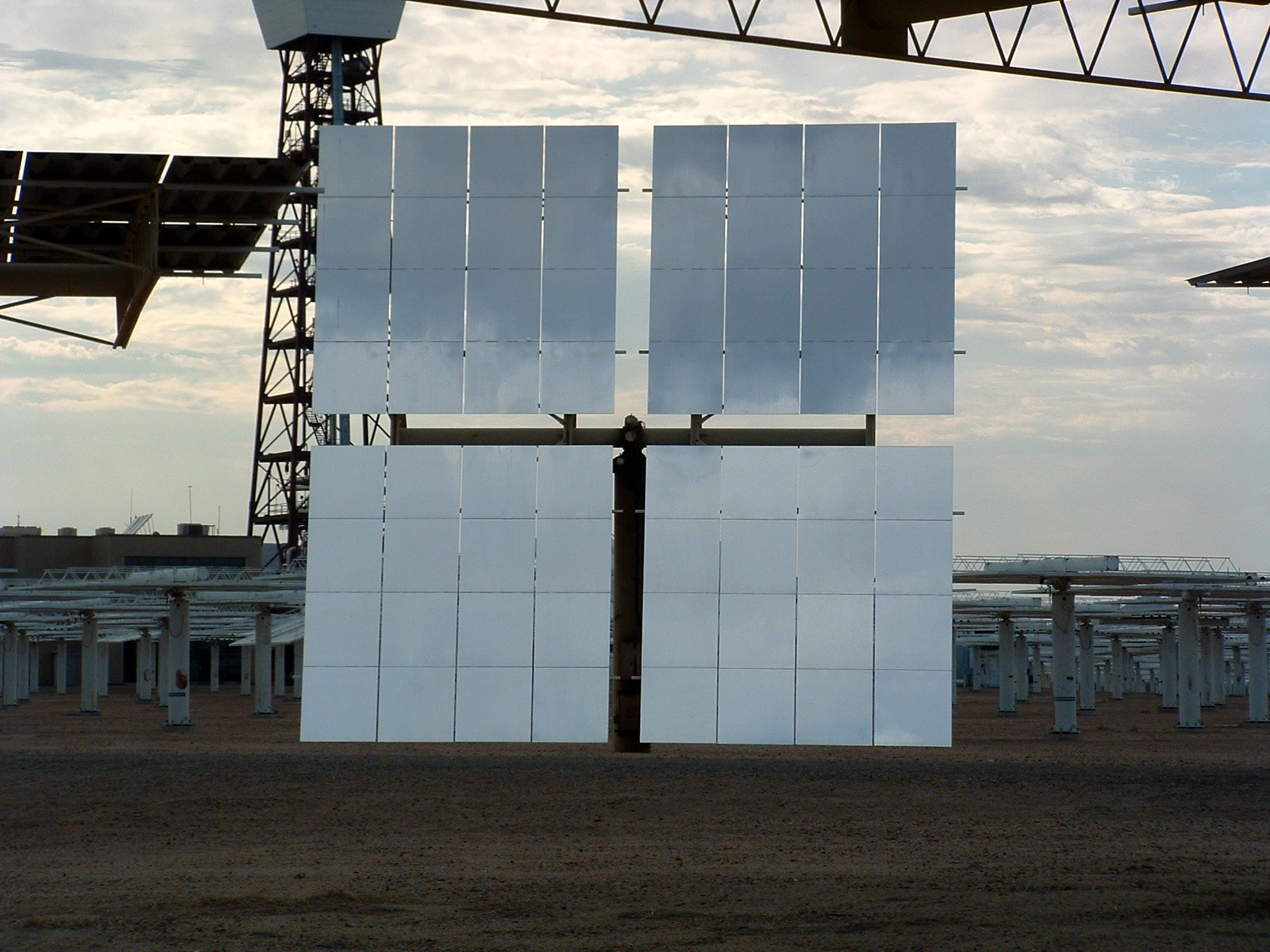
カリフォルニア州ダゲット（英語版）近郊にあった実証用太陽熱発電施設“Solar Two”のヘリオスタット[42]。
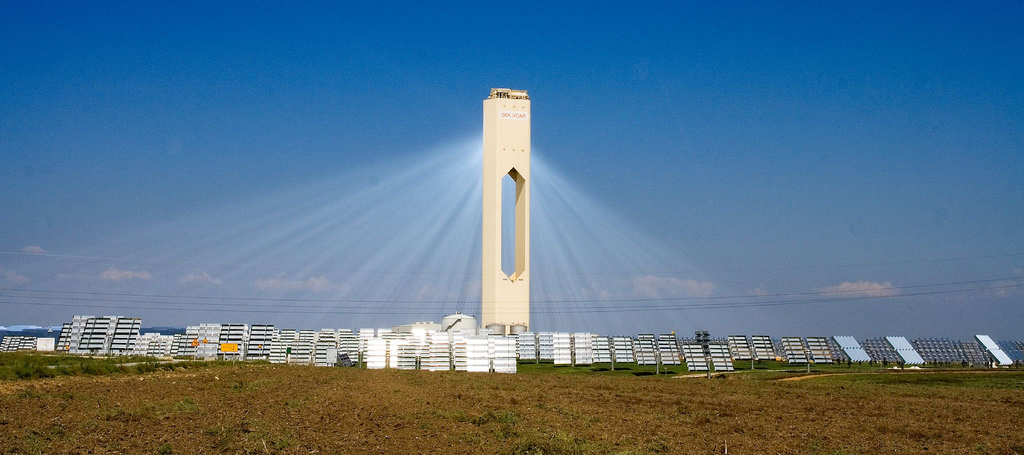
世界初の商用タワー型CSP、スペインのセビリア近郊にあるプランタ・ソラール10。
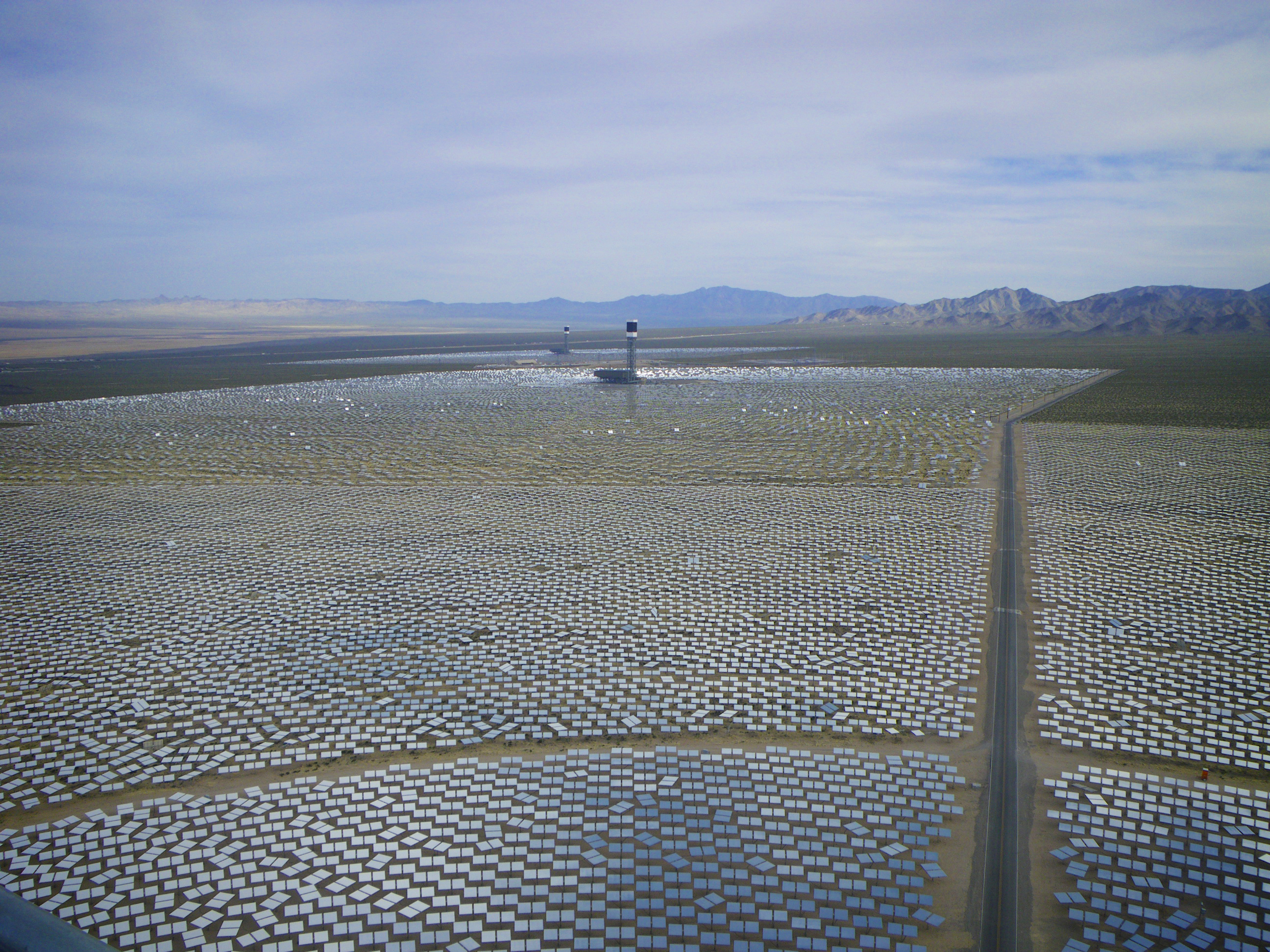
アイヴァンパ太陽熱発電システム